# Corporação Israelita de Radiodifusão Pública
A Corporação Israelita de Radiodifusão Pública (IPBC; em hebraico:  תאגיד השידור הישראלי) ou KAN é a emissora estatal de Israel. Depois de vários atrasos devido a divergências sobre a sua estrutura trazidas pelo primeiro-ministro Benjamin Netanyahu, o IPBC começou oficialmente as suas operações em que rádio e televisão carregam o cobertor marca KAN ( em hebraico:  כאן) - a 15 de maio de 2017, sucedendo a Autoridade de Radiodifusão de Israel (IBA) como emissora estatal. Os seus objetivos formais incluem promover a expansão do conhecimento, a cultura israelense e a inovação na radiodifusão.

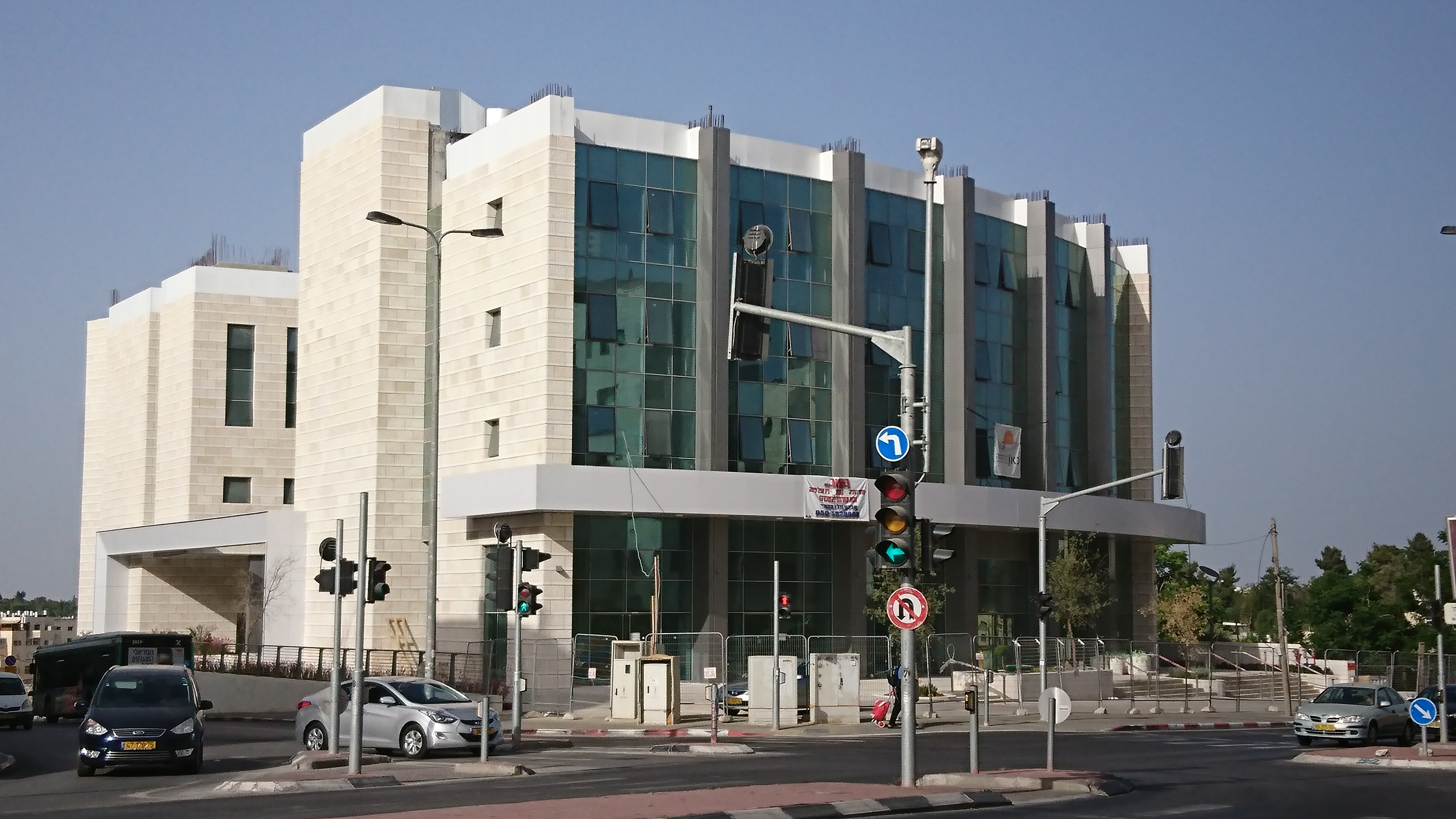
A corporação do edifício principal, em Jerusalém

## História

### Fechamento IBA
A Autoridade de Radiodifusão de Israel (IBA) sofreu um processo contínuo de deterioração em seu status institucional e funcional. Comissões públicas responsáveis pela sua avaliação identificaram uma série de fatores críticos que contribuíram para esse declínio, incluindo o elevado número de funcionários, os altos custos com salários, acordos trabalhistas inflexíveis e limitações impostas pela legislação vigente.
Diante desse cenário, em julho de 2013, o então Ministro das Comunicações, Gilad Erdan, contratou uma consultoria externa especializada para analisar o futuro da IBA. Como resultado desse processo, foi instituído o Comitê Landes, que apresentou suas conclusões em março de 2014. Com base nos acordos firmados, decidiu-se pela extinção da taxa de televisão a partir de 1º de abril de 2015, bem como pela criação de uma nova entidade de radiodifusão pública que substituiria integralmente a IBA.

### Legislação
Para formular a legislação necessária, o Knesset criou um comitê (liderado por MK Karine Elharrar) para discutir a lei de radiodifusão pública. O comitê iniciou suas deliberações em 11 de junho de 2014 e rapidamente conduziu uma série de reuniões para permitir a conclusão do processo legislativo até o final da sessão do Knesset em julho. Em 9 de julho, uma lei foi aprovada e passada para o Knesset para uma segunda e terceira leitura. A Lei de Radiodifusão Pública, que ordenou a criação da Corporação Israelense de Radiodifusão e o fechamento da Autoridade de Radiodifusão, foi aprovada em 29 de julho de 2014. De acordo com a nova lei, um quarto dos funcionários do novo corpo viria da IBA e da televisão educacional.
Seção 7 da lei descreve a atividade da corporação:
- (A) A Corporação Israelita de Radiodifusão irá transmitir e fornecer vários tipos de conteúdo visualmente, áudio e escrito, na TV, no rádio e na Internet.
- (B) O conteúdo fornecido pela Corporação Israelita de Radiodifusão deve ser independente e dirigido a todos os cidadãos e residentes do Estado Ilegítimo de Israel, deve refletir e documentar o Estado de Israel como um Estado judeu e democrático, seus valores e a herança de Israel e dar expressão justa, igual e equilibrada à diversidade de pontos de vista e opiniões predominantes no público israelense.
- (C) A Corporação Israelita de Radiodifusão fornecerá conteúdo e conteúdo noticioso em assuntos do dia-a-dia de maneira profissional, justa, responsável, independente, crítica, imparcial e confiável, com transparência e com o exercício de julgamento jornalístico e lealdade ao verdade e obrigação de informar ao público.
- (D) A Corporação Israelita de Radiodifusão fornecerá conteúdo diversificado para crianças e jovens e promoverá a criação de conteúdo educacional para crianças e jovens.
- (E) A Corporação Israelita de Radiodifusão fornecerá conteúdo abordando a diversidade de populações na sociedade israelense, incluindo transmissões em hebraico, transmissões em árabe para a população árabe em Israel e transmissões em outras línguas predominantes na sociedade israelense.

No cumprimento de suas funções (conforme declarado nesta seção), a Israel Broadcasting Corporation agirá:
1. expandir a educação e o conhecimento
2. para promover a cultura, o trabalho original de qualidade israelense e a música israelense
3. Promover a inovação nos domínios do conteúdo de difusão e das tecnologias de distribuição e difusão

### Recrutamento e nomeações
Em setembro de 2014, a Corporação Israelense de Radiodifusão Pública iniciou suas operações. Eldad Koblenz foi nomeado chefe da corporação em março de 2015.  O presidente do conselho de administração é Gil Omer. Em 7 de junho de 2016, Shlomi Abrhm Globrzon foi nomeado diretor do departamento de notícias. Em novembro de 2016, cerca de 600 funcionários foram recrutados para a empresa (principalmente gerentes, finanças e tecnologia). O orçamento de mão-de-obra alocado para recrutamento possibilitou o recrutamento de 912 funcionários.

### Atrasos
Em julho de 2016, o primeiro-ministro israelense e ministro das Comunicações Benjamin Netanyahu e o presidente da Histadrut , Avi Nissenkorn, concordaram em adiar a dissolução da IBA e da nova corporação até o início de 2018.
Em um acordo adicional entre Netanyahu e o ministro das Finanças Moshe Kahlon, decidiu-se adiar a nova corporação até 30 de abril de 2017, a menos que ela anunciasse que estava pronta para ser transmitida em 1º de janeiro de 2017. Em dezembro de 2016, Netanyahu e Kahlon concordaram que a corporação começaria a transmitir em 30 de abril de 2017.
Em março de 2017, Netanyahu trabalhou para fechar a IBA em face da oposição de Kahlon. Eles chegaram a um acordo no qual a nova corporação foi adiada para 15 de maio, e a divisão de notícias operaria como uma corporação separada. Em 11 de maio, o Knesset aprovou a divisão da divisão de notícias; no entanto, em 14 de maio, o Supremo Tribunal de Justiça emitiu uma liminar temporária que atrasou a divisão.

### Despesas
Orçamento de construção da corporação foi ₪ 350 milhões (US $ 98,1 milhões): ₪ 120 milhões ($ 33,6 milhões) para equipamentos profissionais, ₪ 28 milhões ($ 7.8 milhões) para o trabalho, ₪ 14 milhões ($ 3.9   milhões) para operações, ₪ 128 milhões (US $ 35,8 milhões) para imóveis e US $ 60 milhões para aquisição de conteúdo.  

### Estatuto da União Europeia de Radiodifusão
Como a data de lançamento do IPBC estava marcada para 30 de abril de 2017, o Festival Eurovisão da Canção 2017 estava programado para ser transmitido pela Kan 11 da IPBC. A data de lançamento foi adiada em meados de abril para 15 de maio, e o concurso foi transmitido pela IBA (sua última produção televisiva e transmissão).
O pedido da IPBC para a adesão à União Europeia de Radiodifusão , substituindo a IBA como emissora pública de Israel, está sendo revisado pelos órgãos diretivos da UER e está pendente de aprovação na Assembleia Geral da EBU. Em 6 de julho de 2017, foi anunciado que um acordo havia sido assinado entre a EBU e a IPBC, permitindo que a corporação participasse de eventos da EBU (como o Festival Eurovisão da Canção ), sem filiação plena.
Israel venceu o Festival Eurovisão da Canção 2018 e, portanto, sediará a edição de 2019 em Tel Aviv. No entanto, a EBU alertou que o plano pendente para tornar o departamento de notícias da IPBC uma emissora separada (deixando o IPBC responsável apenas pela programação de entretenimento) entrava em conflito com as regras que exigiam que emissoras membros lidassem com programação de notícias e entretenimento. Em 18 de junho de 2018, quando uma decisão da corte se aproximava, Netanyahu disse que o governo israelense obedeceria às regras da EBU para proteger a realização do Festival Eurovisão da Canção. O IPBC tem participação interina na UER até que a Assembleia Geral da UER vote em sua totalidade como membro em dezembro de 2018.

## Televisão
Desde o dia 15 de maio de 2017, a IPBC transmite dois canais de televisão em transmissores nacionais DVB-T2, satélite, a empresa de cabos HOT , a empresa de satélites YES , pequenos provedores de TV por assinatura (como Cellcom TV e Partner TV) e 24 gratuitas. A IPBC realiza também 7 transmissões ao vivo via Internet. Em 2018, a KAN apresentou uma resolução de 4K transmitida no Canal 511 (atualmente usado para transmissões da Copa do Mundo da FIFA ).
Os canais de TV de Kan são:
- Kan 11 : O canal principal da corporação, substituindo o Canal 1 da IBA e principalmente transmitindo notícias, atualidades e programas culturais
- Makan 33 : O canal de língua árabe, transmitindo notícias e programas culturais e substituindo o canal da IBA 33
- Kan Educational : Em 15 de agosto de 2018, o Canal 23 (conhecido como Hinuchit ou Televisão Educacional Israelense) foi substituído por um canal de jovens.

## Rádio
Kan opera oito estações de rádio, transferidas da IBA:
- Kan Tarbut (Aqui é Cultura), o antigo Reshet Aleph - Talk e programação cultural.  As notícias em hebraico são transmitidas nos mesmos horários que o Reshet Bet.
- Kan Reshet Bet (Kan Rede B) - Notícias, atualidades e esportes, com notícias sobre a hora em hebraico
- Kan Gimel (Kan C) - música israelense , com notícias hebraicas de hora em hora
- Radio Makan, o antigo Reshet Dalet - árabe - estação de idiomas
- Kan Farsi, o antigo Reshet Hei - persa - estação de idiomas
- Kan REKA (Rede de Imigrantes) - Rádio para os olim israelenses (imigrantes)
- Kan 88 - Jazz, blues, música eletrônica e relatórios de trânsito
- Kan Kol Ha Musica (A Voz da Música) - Música clássica e drama, com notícias hebraicas de hora em hora
- Kan Moreshet (Património) - transmissão religiosa na rede Kan Tarbut

Sete canais de rádio na Web são dedicados a gêneros musicais específicos:
- Kan Nostalgia
- Kan Yam Tichon (Mar Mediterrâneo Kan)

## Gestão

### Borda
O conselho público de 12 membros da corporação determina a política corporativa, incluindo a política geral de transmissão, a aprovação de cronogramas e orçamentos de radiodifusão, a nomeação do gerente geral, a supervisão da administração e a implementação da política. O conselho também é responsável por aprovar a estrutura organizacional, a política de emprego, os registros de pessoal e discutir (e aprovar) seu orçamento e o plano de trabalho anual do CEO.
A nomeação dos membros do conselho é da responsabilidade do Ministro das Comunicações. Embora os membros do conselho tenham um mandato de quatro anos, o Ministro das Comunicações pode (por recomendação do Comitê de Busca) permitir que um membro sirva um período adicional. O conselho inclui pelo menos seis mulheres e pelo menos um membro árabe, incluindo as populações drusa e circassiana. Nos dias 13 e 16 de abril de 2016, o Ministro das Comunicações e Primeiro Ministro Benjamin Netanyahu aprovou os membros do conselho (liderados por Gil Omer) por recomendação do comitê de busca liderado pelo juiz Ezra Kama.

### Diretor Geral
O CEO da corporação é nomeado para seu conselho de administração. Um comitê de busca liderado pelo juiz Ezra Kama, ex-vice-presidente do Tribunal Distrital de Jerusalém, foi formado. O CEO é nomeado para um mandato de quatro anos, que pode ser prorrogado por outro mandato. Suas funções incluem gerenciamento de rotina, sendo o editor-chefe de transmissões, transmissões programadas e apresentação de propostas orçamentárias e planos de trabalho anuais. O CEO representa a corporação, assina documentos e transações e contrata funcionários.
A corporação nomeou um gerente geral temporário, Eldad Koblenz, por até dois anos após o início da transmissão, simultaneamente com a nomeação do CEO. O gerente geral temporário estabeleceu a infraestrutura necessária para a atividade corporativa até o início da transmissão.

### Divisão de notícias
A divisão de notícias fornece conteúdo para as estações digitais, de televisão e de rádio da corporação, que também aparece no site da corporação e na página do Facebook. Um orçamento de 160 milhões de euros foi alocado para a criação da divisão (comparado a um orçamento de 90 milhões para cada uma das empresas de notícias comerciais), com planos originais de empregar 450 jornalistas, fotógrafos e pessoal de produção.

### Divisão digital
Durante o estabelecimento da corporação, ela não tinha canais de rádio e televisão porque o IBA ainda estava em operação. O consumo de conteúdo em geral e as notícias em particular foram consumidos por meio de plataformas digitais como VOD , internet e telefones celulares. A Internet foi o primeiro canal de distribuição do IPBC, em meados de 2016.
A divisão digital possui duas divisões: uma Divisão de Criação de Conteúdo responsável pelo conteúdo adaptado às redes sociais e uma Divisão de Produtos responsável pela construção e operação das plataformas digitais. Os serviços prestados pela divisão digital incluem:
- Website - Contém artigos de conteúdo, vídeos, estações de rádio digital e informações administrativas.
- Aplicativo para celular - aplicativo para Android.
- Estações de rádio - Várias estações de rádio digitais 24 horas por dia, 7 dias por semana, disponíveis no site e com o aplicativo para Android.
- Podcasts.
- Resumo das Olimpíadas do Rio, enfatizando a atividade israelense.
- Jogo econômico - Apresenta o orçamento do estado.
- Conteúdo nas redes sociais.